# Королевка (Бучанский район)
Короле́вка (укр. Королівка) — село Макаровской поселковой общины Бучанского района Киевской области Украины.
Население по переписи 2001 года составляло 1045 человек. Население по данным на 16.09.2022 составляло 738 человек. Почтовый индекс — 08012. Телефонный код — 4578. Занимает площадь 0,143 км². Код КОАТУУ — 3222783501.

## История

### Вторжение России на Украину (с 2022)
После того как ВСУ освободили Киевскую область, в селе Королевка был найден склад с боеприпасами российской армии. 18 мая 2022 года двое мужчин подорвались на противопехотной мине ОЗМ-72 вблизи сёл Липовка и Королевка. 26 июля 2022 года на мине в селе Королевка подорвался 16-летний подросток.

## Местный совет
с. Королевка, ул. Александра Кравченко, 93б

## Галерея

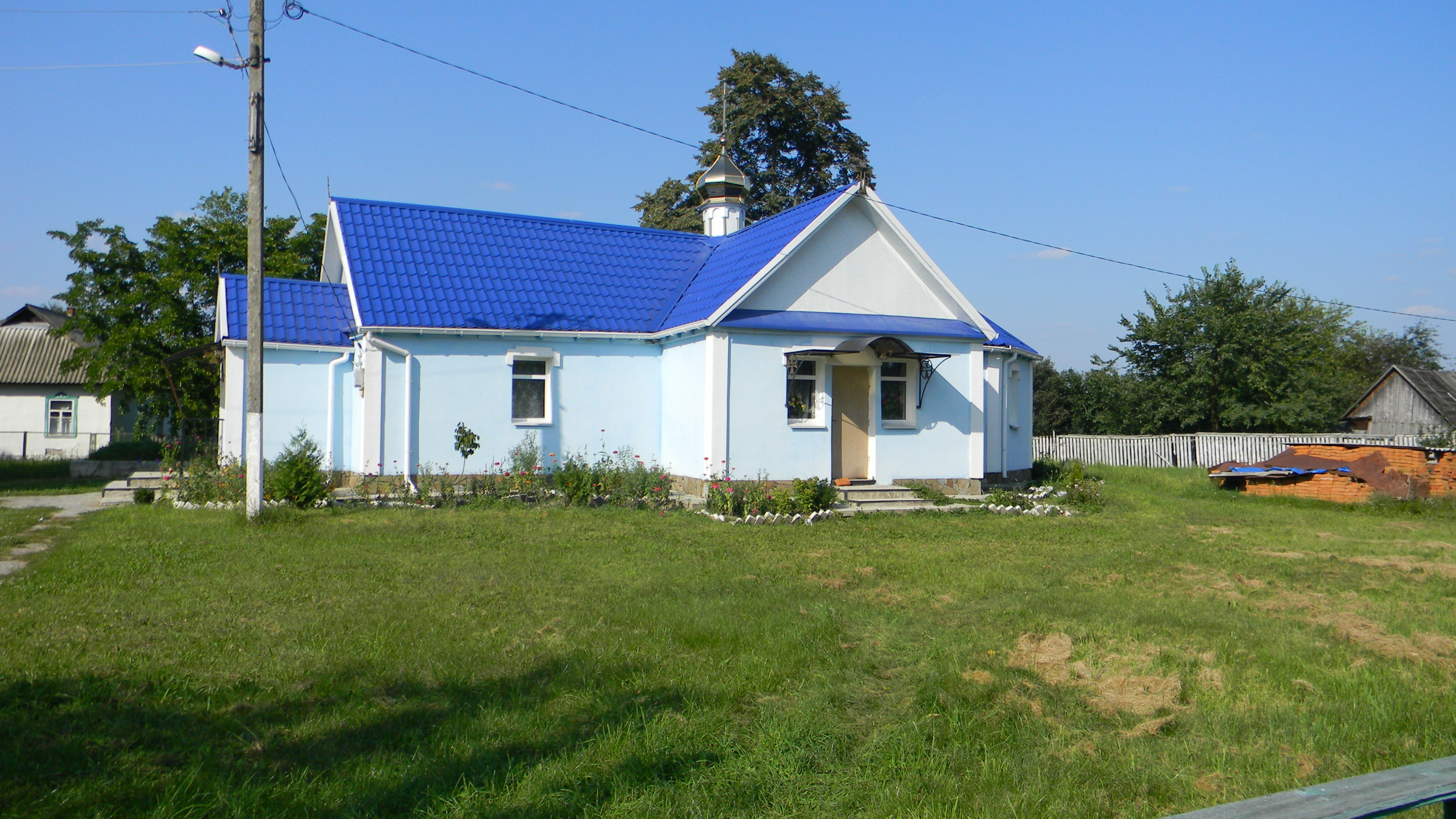
Церковь
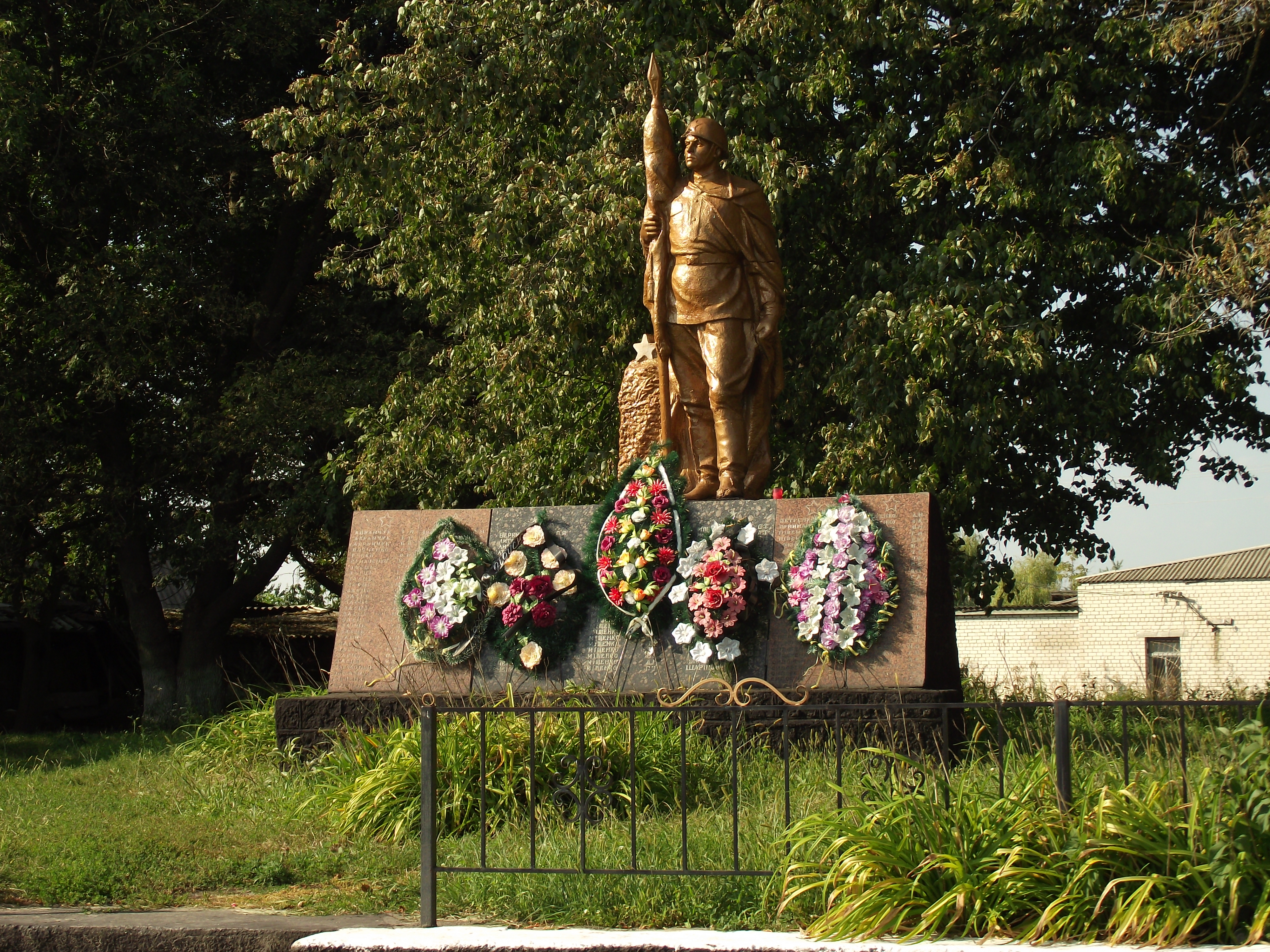
Памятник павшим в Великой Отечественной войне